# Темирбаева, Миргул Омурзаковна
Миргул Омурзаковна Темирбаева (род. 13 декабря 1979, село Тогуз-Булак, Баткенская область) — депутат Жогорку Кенеша Кыргызской Республики VII созыва от политической партии «Ишеним» (с 2021 года). Заместитель председателя Комитета по аграрной политике, водным ресурсам, экологии и региональному развитию ЖК.

## Биография
Родилась 13 декабря 1979 года в селе Тогуз-Булак Лейлекского района Баткенской области Киргизской ССР.
В 2001 году завершила обучение на филологическом факультете Бишкекского гуманитарного университета, по специальности «тюркология». С 2001 по 2004 годы обучалась в аспирантуре Национальной академии наук Кыргызской Республики. В 2010 году окончила Российский государственный торгово-экономический университет по специальности «мировая экономика». С 2020 года проходит обучение в Дипломатической академии при МИД Киргизской Республики.
С 2004 по 2007 годы работала переводчиком в частной фирме в городе Бишкек. С 2007 по 2008 годы — старший преподаватель, ученый секретарь Восточного университета имени Махмуда Кашгари-Барскани (г. Бишкек). С 2008 по 2011 годы трудилась в городе Москве, бухгалтером в ООО «Строитехника». С 2011 по 2012 годы работала в должности главного бухгалтера, заместителя финансового директора в ООО «Уста» (Москва). С 2015 по 2021 годы — директор ООО «Сырма Текстиль-Бишкек», в городе Бишкек.
В 2021 году была избрана депутатом Жогорку Кенеша Кыргызской Республики VII созыва от политической партии «Ишеним». С 13 января 2022 года — заместитель председателя Комитета по аграрной политике, водным ресурсам, экологии и региональному развитию ЖК.
Воспитывает сына и дочь.